# Olivia Bertrand
Pour les articles homonymes, voir Bertrand.
Olivia Bertrand (mariée Gallay), née le 2 janvier 1989 à Évian-les-Bains, est une skieuse alpine française.

## Biographie
Elle est la cousine du skieur alpin Yannick Bertrand. Membre du club de Morzine Avoriaz, elle dispute ses premières courses FIS fin 2004. En 2005-2006, elle entre en compétition dans la Coupe d'Europe, y intégrant le top dix à plusieurs reprises, dont à Abetone avec une cinquième place au slalom géant. Également, elle est septième du slalom géant des Championnats du monde junior à Mont-Sainte-Anne.
Bertrand fait son apparition en Coupe du monde lors de la saison 2006/2007, marquant ses premiers points sur sa troisième sortie avec une 18e place au slalom géant de Reiteralm. Plus tard, elle reçoit sa première sélection en championnat du monde à Åre pour finir 17e.
Après plusieurs éliminations en première manche, la Française refait son retour dans les points en arrivant douzième du slalom géant de Cortina d'Ampezzo, soit son meilleur résultat dans la Coupe du monde. Elle obtient son ticket pour les Championnats du monde à Val d'Isère, où elle réalise le treizième temps du slalom géant.
Sa spécialité est le slalom géant mais elle est également polyvalente dans les disciplines de vitesse notamment. Olivia Bertrand remporte le titre de championne de France de super G en 2006 à Courchevel, le titre de vice-championne de France de descente et une 3e place au super-combiné de ces championnats. Elle reprend le titre de championne de France de super G en 2009 à Lélex.
En 2010, prenant part aux Jeux olympiques de Vancouver, elle décroche le douzième rang au slalom géant, avant de marquer ses derniers points en Coupe du monde à Garmisch-Partenkirchen.
Elle quitte l'élite du ski alpin à l'issue de cette saison, après avoir établit son meilleur classement en slalom géant dans la Coupe du monde avec le dix-neuvième rang.

## Palmarès

### Jeux olympiques
| Épreuve / Édition | Vancouver 2010 |
| Slalom géant      | 12e            |

### Championnats du monde
| Épreuve / Édition | Åre 2007 | Val d'Isère 2009 |
| Slalom géant      | 17e      | 13e              |

### Coupe du monde
- Meilleur classement général : 72e en 2010.
- Meilleur résultat en Coupe du monde : 
  - 12e place du slalom géant de Cortina d'Ampezzo (Italie).
  - 12e place du slalom géant d'Aspen (États-Unis).

#### Classements détaillés
| Saison/Classement | Général | Slalom géant |
| Saison/Classement | Class.  | Class.       |
| ----------------- | ------- | ------------ |
| 2007              | 107e    | 39e          |
| 2008              | 112e    | 52e          |
| 2009              | 84e     | 30e          |
| 2010              | 72e     | 21e          |

### Coupe d'Europe
- 3e du classement de slalom géant en 2007.
- Meilleurs résultats en Coupe d'Europe : 
  - 1re place et 2e place aux slaloms géants à Aal (Norvège) en décembre 2016.
  - 1re place du géant des Finales de Coupe d'Europe à Crans Montana (Suisse) en mars 2009.

### Championnats de France
- 2 fois Championne de France de super G en 2006 et 2009.

#### Jeunes
- 7 titres de championne de France.